# Raid sur Alger (1942)
Seconde Guerre mondiale
Batailles
1940
- Vado
- Siège de Malte
- Club Run
- Convoi Espero
- Mers el-Kébir
- Punta Stilo
- Cap Spada
- Hurry
- Cap Passero
- MB.8
- Tarente
- Détroit d'Otrante
- White
- Cap Teulada

1941
- Excess
- Convoi AN 14
- Grog
- Abstention
- Baie de La Sude
- Cap Matapan
- Îles Kerkennah
- Crète
- Galite
- Substance
- Halberd
- Convoi Duisburg
- Cap Bon
- Syrte (1941)
- Rade d'Alexandrie

1942
- Syrte (1942)
- Calendar
- Bowery
- Albumen
- Harpoon
- Vigorous
- Pedestal
- Agreement
- Torch
- Stoneage
- Sabordage de la flotte française à Toulon
- Portcullis
- Banc de Skerki
- Olterra (navire auxiliaire)
- Raid sur Alger

1943
- Zouara
- Convoi de Cigno
- Convoi de Campobasso
- Corkscrew
- Husky
- Gela
- Scylla
- Pietracorbara
- Dodécanèse
  - Rhodes
  - Leros
  - Kos
- Convoi KMF-25A

1944
- Ist
- Raid sur Santorin
- Raid sur Symi
- Port-Cros
- La Ciotat
- Île de Pag

1945
Mer Ligure
- Convois alliés
  - convois de Malte
- Campagne des U-boote
- Campagne adriatique

Le raid sur Alger a eu lieu le 11 décembre 1942 dans le port d'Alger. Des torpilles humaines italiennes et des hommes-grenouilles commandos de la Xe Flottiglia MAS ont été débarqués à Alger à bord du sous-marin de la classe Perla, l'Ambra. Les commandos ont été capturés après la mise en place de mines limpet qui ont coulé deux navires alliés et en ont endommagé deux autres.

## Le raid
Le 4 décembre 1942, le sous-marin italien Ambra de la marine royale italienne quitte la base navale de La Spezia, transportant trois torpilles humaines SLC et dix hommes-grenouilles commando. La reconnaissance aérienne avait découvert que le port d'Alger était encombré de cargos alliés. Le haut commandement italien avait donc décidé de lancer une opération combinée impliquant à la fois des torpilles humaines et des nageurs de combat transportant des mines limpet. 
Dans la soirée du 10 décembre, l'Ambra atteint Alger à une profondeur de 18 mètres. L'un des nageurs est déployé en tant qu'éclaireur à la surface et guide le sous-marin vers une position à 2 000 mètres de l’entrée sud du port. Il repère six bateaux à vapeur à 21 h 45 au cours duquel il informe par téléphone la présence des cibles à l'Ambra. Le reste du commando est déployé vers 23 h 45 après un peu de retard. Les opérateurs sont récupérés par le sous-marin à 03 h 00 du matin, soit une heure après l’heure initialement fixée. Peu après, le nageur éclaireur a été rappelé à bord avant de repartir vers La Spezia. Deux heures plus tard, les détonations coulèrent l'Ocean Vanquisher de 7 174 tonnes et le Berta de 1 493 tonnes, tandis que l’Empire Centaur de 7 041 tonnes et l'Armatan 4 587 tonnes furent lourdement endommagés. Le navire de débarquement américain LSM-59 s'échoua sur la plage.
Par la suite, seize plongeurs italiens ont été capturés.